# 지방도 제732호선
지방도 제732호선은 전북특별자치도 완주군 고산면 삼기삼거리에서 진안군 주천면 주천삼거리를 잇는 전북특별자치도의 지방도이다.
완주군 동상면 ~ 진안군 주천면 구간은 국가지원지방도 제55호선과 중복된다.

## 역사
- 2016년 6월 17일 : 완주군 동상면 대아리 우암교 790m 구간 재가설 개통, 기존 210m 구간 폐지[1]

## 주요 경유지
- 완주군
  - 고산면 삼기삼거리 - 삼기리 - 소향리 - 소향교 - 새재
  - 동상면 새재 - 대아저수지 - 대아리삼거리 - 우암교 - 대아리 - 동상1교 - 동상초등학교 - 신월삼거리 - 용연교 - 신성교 - 신성1교 - 편암교 - 피암목재

- 진안군
  - 주천면 피암목재 - 처사교 - 내처삼거리 - 학선교 - 진솔대안학교 - 중리교 - 대불삼거리 - 운일교 - 반일교 - 주양리 - 주천삼거리

## 중복 구간
- 완주군 동상면 신월삼거리 ~ 진안군 주천면 주천삼거리 : 국가지원지방도 제55호선과 중복

## 도로명
- 완주군 고산면 삼기삼거리 ~ 동상면 신월삼거리 : 대아저수로
- 완주군 동상면 신월삼거리 ~ 진안군 주천면 주천삼거리 : 동상주천로